# 扣環 (五金)
扣環，也稱為卡簧、彈形擋圈、E型扣環、C型扣環、止輪扣環，是一種緊固件或擋圈，由帶有開口端的半柔性金屬環組成，可以卡入轴槽或孔槽中以允許旋轉但防止軸向運動(物理)。有兩種基本類型：內部和外部，指的是它們是安裝在孔中還是安裝在軸上。 彈性擋圈通常用於固定銷連接。

## E型扣環

E型扣環

又稱軸用扣環，這些一般類型的緊固件的尺寸被設計成在使用時提供到凹槽或平台上（或在內部緊固件的情況下進入）過盈配合，使得它們必須彈性變形以便安裝或移除它們。

## C型扣環

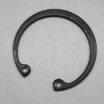
內扣環(孔用)

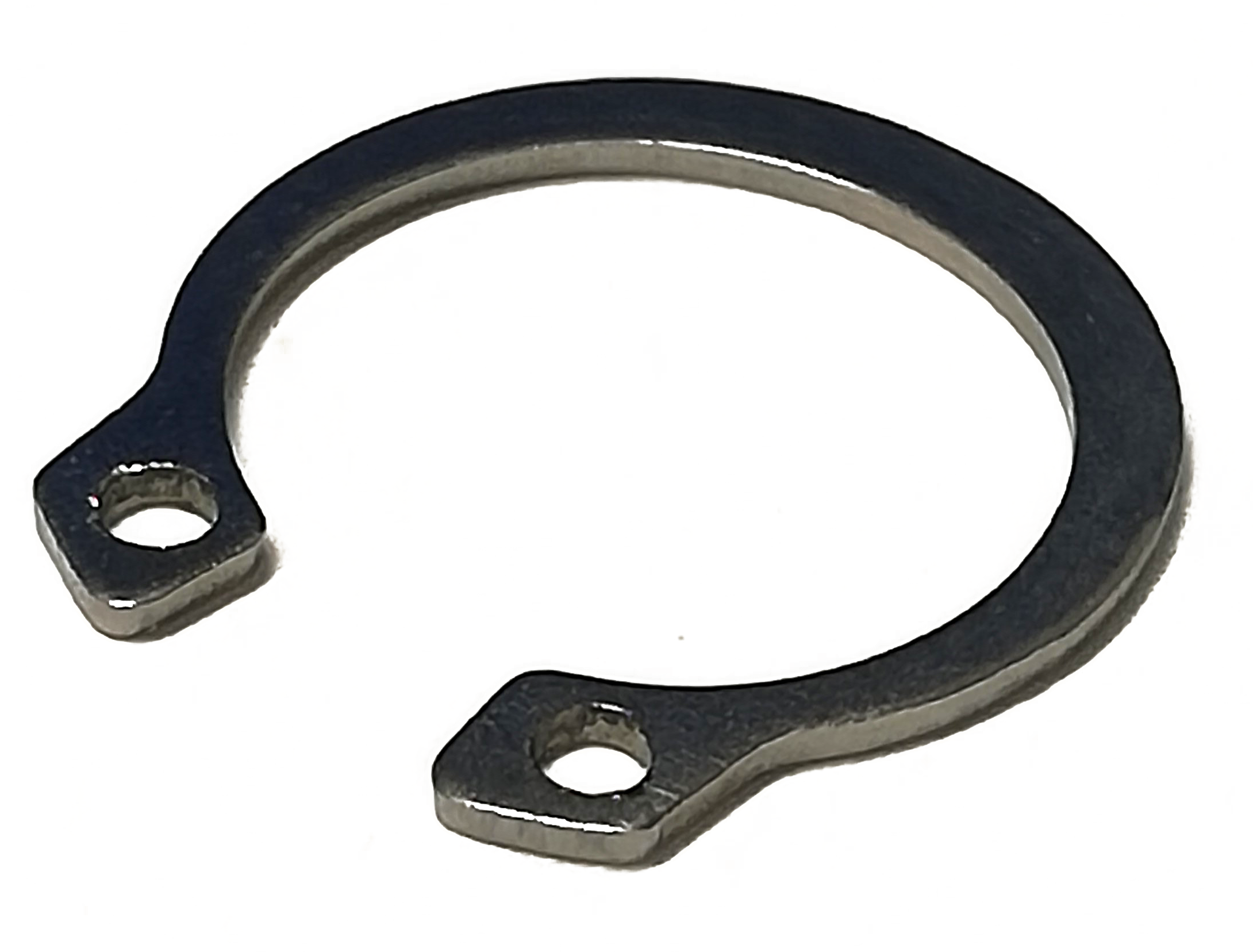
外扣環(軸用)

這些一般類型的緊固件主要功用為扣住軸上或孔內機件避免軸向移動、防止鬆脫。

## 安裝與維護
扣環這個名稱通常是指彈性擋圈，其端部形成為有助於安裝和拆卸，並且不是由金屬絲形成（即不具有圓形橫截面）。這些環設計為使用特殊的鉗子安裝和拆卸。扣環鉗有分別用於C型內扣環和C型外扣環，一把鉗子用於C型內扣環，另一把鉗子用於C型外扣環。為了方便現場使用，有時會使用一把尖嘴鉗（用於內扣環或是E型扣環）或帶有平頭螺絲起子當作外扣環的槓桿。
由於大多數扣環都是由鋼板沖壓而成，因此一側略呈圓形，另一側則具有鋒利、粗糙的邊緣。卡環的安裝必須始終確保力從環的圓形一側（而不是粗糙/方邊一側）傳遞到固定槽。如果卡環定位成使得其平坦側面被壓入凹槽的圓形邊緣中，則當施加負載或力時，卡環的平坦邊緣將「咬」入保持凹槽的圓形邊緣中。卡環將扭曲並沿著圓形邊緣上升，從而展開外部卡環並壓縮內部卡環。這使得夾子容易被從其凹槽中推出並失去其固定功能。附圖說明了卡環在其凹槽中的正確方向。

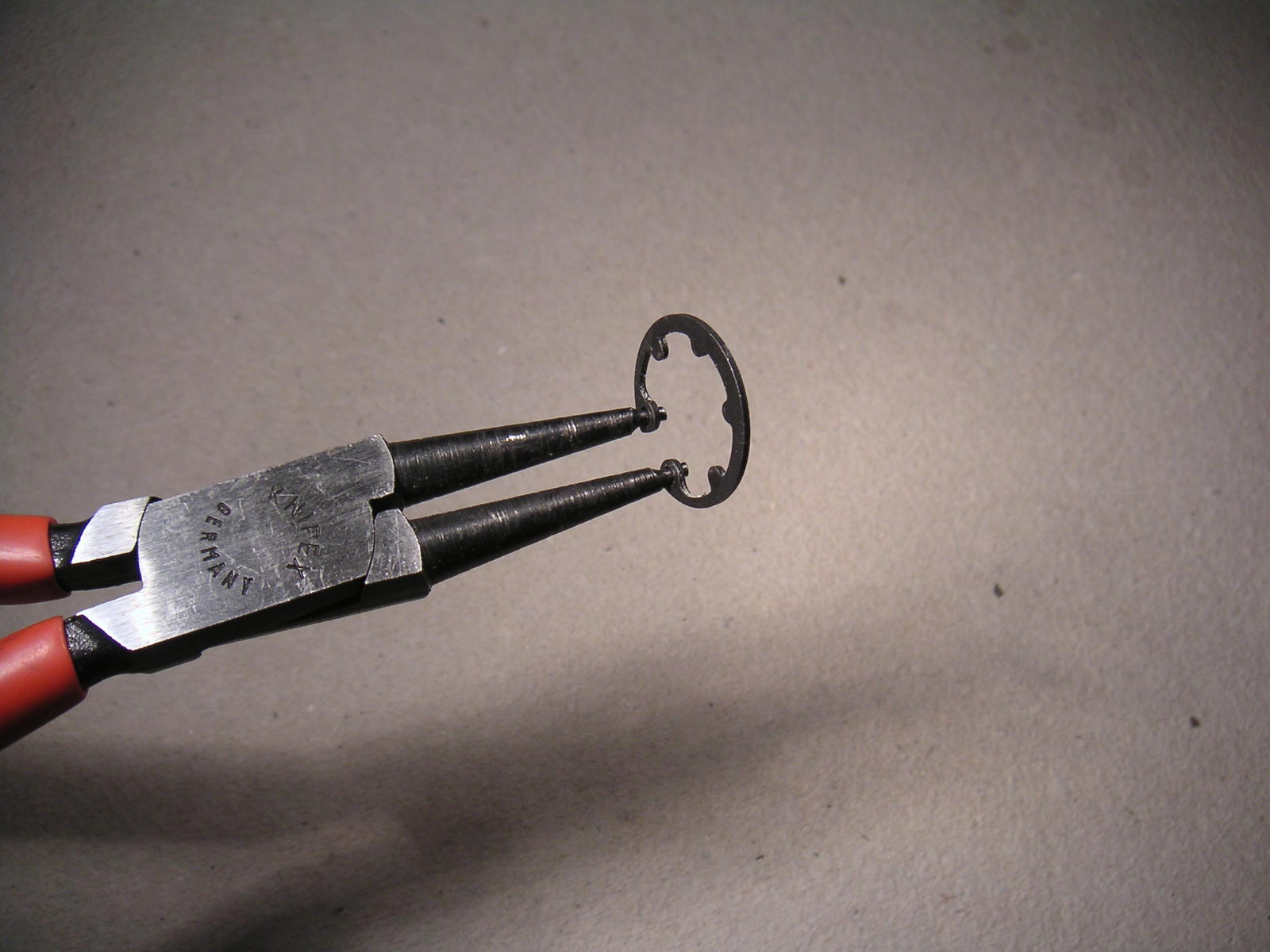
固定內扣環的扣環鉗
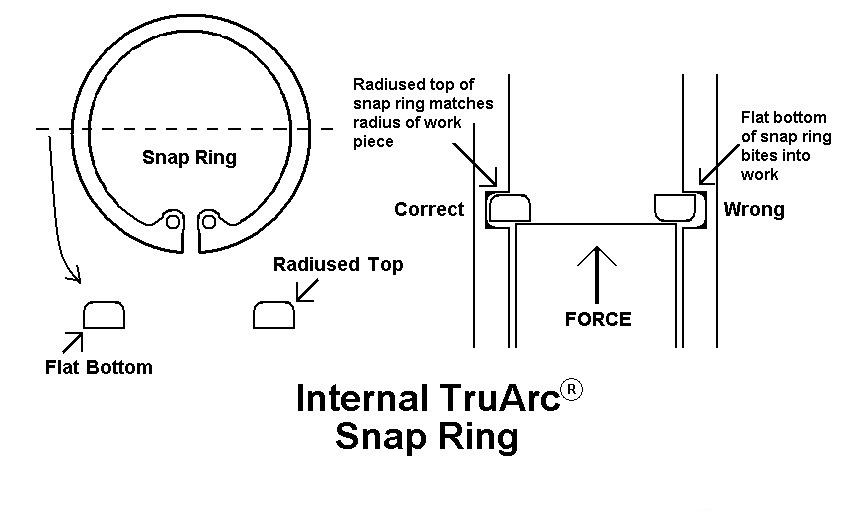
內部扣環在其凹槽中的正確方向
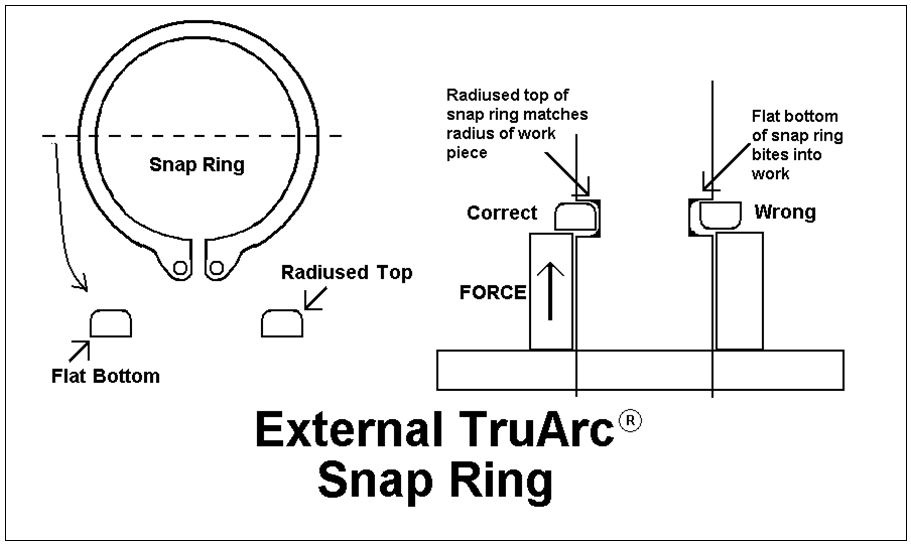
外部扣環在其凹槽中的正確方向

### 引用
1. ↑  Zinn, Lennard. . Osceola, Wisconsin: Velo Press, MBI Publishing Company. 1998: 157. ISBN 978-0-933201-95-8.

### 書目
- 《彈簧之設計及製造》，日本ばね技術研究会 著，賴耿陽 譯，復漢出版社，1996年
- 《機械設計製造手冊》，朱鳳傳/康鳳梅/黃泰翔/施議訓/劉紀嘉/許榮添/簡慶郎/詹世良 著，全華圖書股份有限公司，2007年9月，ISBN 978-957-21-4069-7

## 外部連結
- （英文） Definition with picture
- （英文） Historical background （页面存档备份，存于）